# Ђоковићев дувалијус
Ђоковићев дувалијус (лат. Duvalius djokovici) врста је инсекта из породице трчуљака (Carabidae), из рода Duvalius. Описан је 2022. године од стране биолога Срећка Ћурчића и Николе Весовића и биоспелеологa Драгана Павићевића. Име је добио по српском тенисеру Новаку Ђоковићу.

## Распрострањење
Једино познато станиште врсте ђоковићев дувалијус у свету је Западна Србија.

## Станиште
Ђоковићев дувалијус живи у Симиној јами, село Горње Кошље на планини Повлен.

## Опис
Врста је слабо пигментисана и слепа, а има и дугачке ноге и антене, што је карактеристично за троглобионтску фауну. Ђоковићев дувалијус је брз и храни се ситним животињама који насељавају његово станиште.